# John Österlund (skådespelare)
John Hashmi Österlund, född 25 juni 2006, är en svensk skådespelare.
Han debuterade i rollen som Michael i Stadsteaterns uppsättning av Billy Elliot 2017. På musikalscenen har han därefter medverkat i Så som i himmelen på Oscarsteatern, Annie på Intiman och Sound of Music på Stadsteatern. På Dramaten spelade han huvudrollen som "Pojken" i Alexander Mörk Eidems uppsättning av Häxorna 2018.
John medverkade i TV-serien Max Anger-With One Eye Open under 2021. Samma år sjöng John med Håkan Hellström i For A Better Day, en gala för barn med psykisk ohälsa.
John Österlunds första stora filmroll var i filmen Sune vs Sune där han spelade nya Sune. Han har även medverkat i filmen Lyckligare kan ingen vara och i TV-serien Ture Sventon och jakten på Ungdomens källa.

## Filmografi (i urval)
- 2018 – Sune vs Sune
- 2018 – Lyckligare kan ingen vara
- 2021 – Ture Sventon och jakten på Ungdomens källa (TV-serie)
- 2024 – Arne Alligator och djungelkompisarna

## Teater (i urval)
- 2017- Billy Elliot
- 2018- Så som i Himmelen
- 2018- Häxorna
- 2019- Resan till Mars(radioteater)
- 2020- Annie
- 2021- Sound of Music